# Desdiferenciació

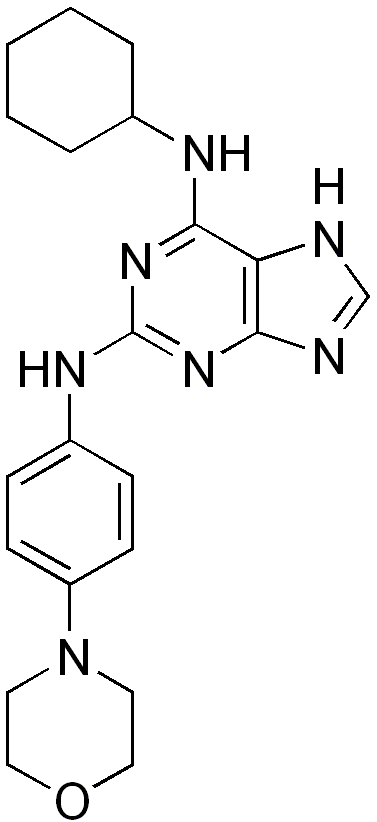
Estructura molecular de la reversina, molècula que fa possible la desdiferenciació

Desdiferenciació cèl·lular és el retrocés d'una cèl·lula des del seu estat actual a un altre anterior molt més primari fins a convertir-se en una cèl·lula precursora o cèl·lula mare.
Aquest procés és possible gràcies a una molècula sintètica anomenada reversina que han identificat un grup d'investigadors de l'Institut d'Investigacions Scripps que pot induir a una cèl·lula experimentar desdiferenciació per anar cap enrere del desenvolupament del seu estat actual per formar la seva pròpia cèl·lula precursora. Obliga a les cèl·lules que normalment estan programades per formar músculs a sotmetre's a la diferenciació inversa - retirada al llarg de la seva via de diferenciació i es transformen en cèl·lules precursors. Aquestes cèl·lules precursors són pluripotents, és a dir, tenen el potencial per convertir-se en diferents tipus de cèl·lules.